# Marienborn (FFH-Gebiet)
Marienborn bezeichnet ein FFH-Gebiet in den Gemeinden Ingersleben und Sommersdorf im Landkreis Börde in Sachsen-Anhalt.

## Allgemeines
Das FFH-Gebiet ist circa 82 Hektar groß. Es überlagert sich mit dem Landschaftsschutzgebiet „Harbke-Allertal“. Es ist durch die Landesverordnung zur Unterschutzstellung der Natura 2000-Gebiete im Land Sachsen-Anhalt (N2000-LVO LSA) seit dem 21. Dezember 2018 rechtlich gesichert. Zuständige untere Naturschutzbehörde ist der Landkreis Börde.

## Beschreibung
Das FFH-Gebiet liegt südöstlich von Helmstedt. Es umfasst einen Teil eines naturnahen Laubwaldkomplexes, der als Waldmeister-Buchenwald ausgebildet ist. Dominierende Baumart ist die Rotbuche. In der Krautschicht siedeln Waldzwenke, Verschiedenblättriger Schwingel, Einblütiges und Nickendes Perlgras, Waldmeister und Vogelnestwurz. Dazu gesellen sich Weißliche Hainsimse, Pillensegge, Drahtschmiele und Heidelbeere. Entlang einer Waldlichtung sind kleinflächig feuchte Hochstaudenfluren ausgebildet. Der Wald verfügt über bedeutenden Altholzbestände.
Das Gebiet ist Jagdhabitat der Mopsfledermaus.
Das FFH-Gebiet wird nach Norden und Nordosten durch die Bahnstrecke Braunschweig–Magdeburg begrenzt, die den Wald durchschneidet. Nach Westen schließen sich weitere Waldgesellschaften an. Ansonsten grenzt das FFH-Gebiet an landwirtschaftliche Nutzflächen bzw. im Süden an die Ortslage von Marienborn.